# Sareh Bayat

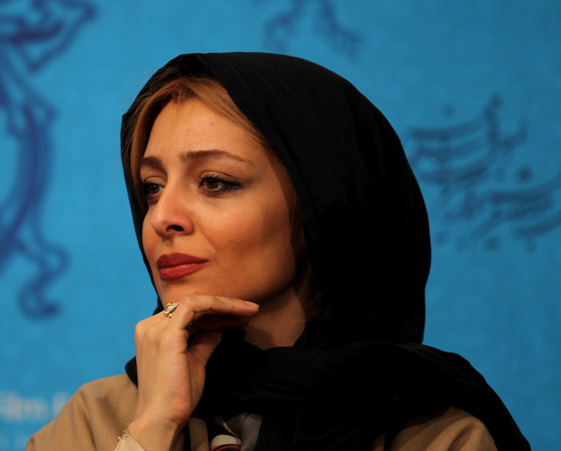
Sareh Bayat, 2014

Sareh Bayat (persisch ساره بیات; * 6. Oktober 1979 in Maschhad) ist eine iranische Schauspielerin. Sie ist am bekanntesten für ihre Rolle als Razieh in dem Oscar-prämierten Film Nader und Simin – Eine Trennung (2011), für den sie bei den Internationalen Filmfestspielen Berlin den Silbernen Bären als beste Hauptdarstellerin gewann.

## Filmografie (Auswahl)
- 2011: Nader und Simin – Eine Trennung
- 2014: Oblivion Season
- 2015: Mohammad Rasoolollah
- 2015: Nahid
- 2019: Labyrinth